# Joaquín Sánchez Garrido
Joaquín Manuel Sánchez Garrido (Madrid, 24 de diciembre de 1942) es un político y abogado español, alcalde de Toledo en dos ocasiones en los períodos 1983-1987 y 1991-1995.

## Biografía
Nacido el 24 de diciembre de 1942 en Madrid, se licenció en derecho por la Universidad de Granada. Tras efectuar el servicio militar en Algeciras, retornó a Toledo, y contrajo matrimonio en 1971 con Mercedes Juárez Escribano. En 1972 fundó un despacho de abogados.
Fue cabeza de lista de la candidatura del Partido Socialista Obrero Español (PSOE) en las elecciones municipales de 1983 en Toledo, obteniendo esta el segundo lugar en número de votos. En la sesión de constitución de la nueva corporación, Sánchez Garrido fue investido alcalde con el apoyo en la votación de dos concejales del Partido Comunista de España. Tras dejar la alcaldía en 1987 después de haber obtenido Alianza Popular la mayoría absoluta, en 1991 encabezó de nuevo las listas electorales del PSOE al Ayuntamiento de Toledo, volviendo a quedar en segundo lugar; un pacto, ahora con los ediles de Izquierda Unida, le devolvió a la alcaldía, en la que se mantuvo hasta su cese en 1995, tras la victoria con mayoría absoluta del Partido Popular en las municipales.
Número 2 por Toledo en la candidatura del PSOE encabezada por José Bono para las elecciones autonómicas de 1995, obtuvo escaño y pasó a ejercer de diputado regional en la iv legislatura de las Cortes de Castilla-La Mancha entre 1995 y 1999. Encabezó la lista para el Congreso de los Diputados en Toledo de la coalición PSOE-Progresistas en las elecciones generales de 2000, obteniendo escaño como diputado, cargo que desempeñó 2000 y 2004.
Dedicado a la abogacía en el despacho de abogados Sánchez Garrido Abogados, con sede en Toledo, desde 2004 a 2016. En las elecciones municipales del 27 de mayo de 2007, ocupó de forma simbólica el puesto número 25 de la lista del PSOE en Toledo encabezada por Emiliano García-Page. 
En julio de 2016 fue nombrado consejero del Consejo Consultivo de Castilla-La Mancha. En enero de 2017 fue nombrado presidente  del ente.

## Cargos desempeñados
- Alcalde-presidente del Ayuntamiento de Toledo (1983-1987 y 1991-1995).
- Presidente de la Federación de Municipios y Provincias de Castilla-La Mancha (1984-1987).
- Diputado por Toledo en la iv legislatura de las Cortes de Castilla-La Mancha.[7]
- Diputado por Toledo  en la vii legislatura del Congreso de los Diputados (2000-2004).
- Presidente del Consejo Consultivo de Castilla-La Mancha (desde enero de 2017 hasta septiembre de 2021).

## Distinciones
- Cruz de Honor de San Raimundo de Peñafort[6]
- Medalla de Oro de Toledo (2010)[6]